# Gare de Sousse
La gare de Sousse ou gare de Sousse-Voyageurs, est une gare ferroviaire de la ligne de chemin de fer à voie métrique reliant Tunis à Gabès. Elle est située à Sousse en Tunisie.

## Situation sur le réseau
La gare se situe sur la ligne de Tunis à Gabès.

## Histoire

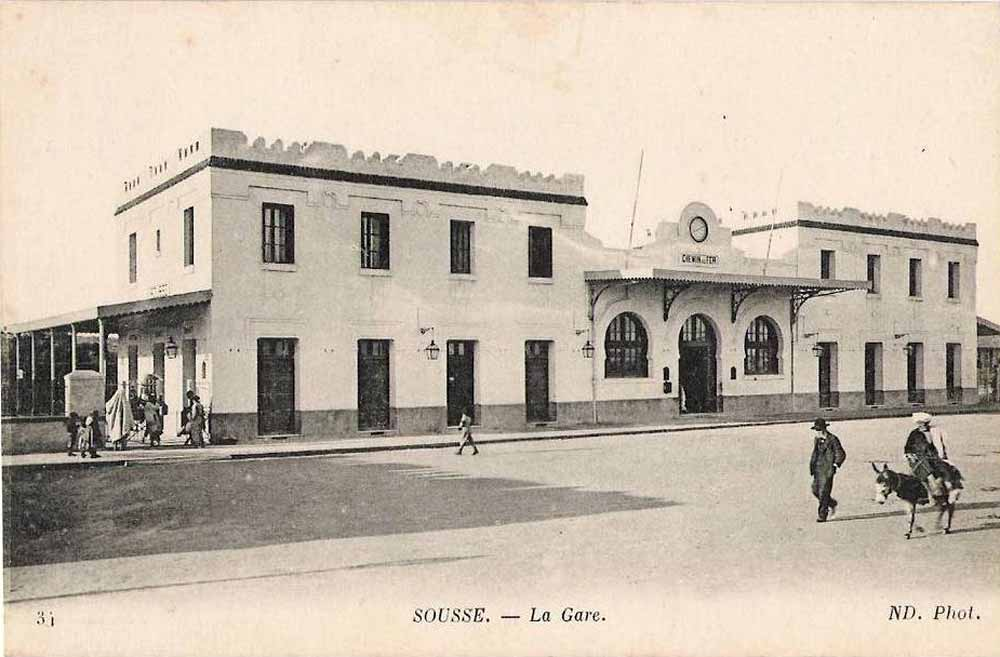
Vue de l'ancienne gare de Sousse.

Elle est construite sous le protectorat français et ouverte en 1896 à l'occasion de la mise en service de la ligne menant à Tunis
La ligne est prolongée vers Sfax en 1912.

## Services des voyageurs

### Desserte
Deux trains par jour assurent une liaison avec Tozeur en 8 h 30, en passant par Métlaoui et Sfax.